# Мерлино (Тверская область)
Мерлино — деревня в Кимрском районе Тверской области. Входит в состав Центрального сельского поселения.

## География
Находится в юго-восточной части Тверской области на расстоянии приблизительно 1 км на запад по прямой от районного центра города Кимры.

## История
Известна была 1635 года как деревня с 2 дворами. В 1780-х годах 6 дворов, в 1806 — 3. В 1859 году здесь (деревня Корчевского уезда Тверской губернии) было учтено 16 дворов, в 1887 — 10.

## Население
Численность населения: 28 человек (1780-е годы), 26 (1806),, 62 (1859 год), 148 человека (1887), 25 (русские 100 %) в 2002 году, 21 в 2010.